# Robert Finster
Robert Finster (né le 10 mars 1984 à Bruck an der Mur en Autriche) est un acteur autrichien connu pour son rôle dans le série Freud.

## Biographie
Robert Finster est né de parents musiciens et a grandi à Graz.
De 2007 à 2011, il part étudier au Max Reinhardt Seminar, une école d'art dramatique à Vienne.

## Filmographie[3]
- 2011 : Wie man leben soll : un fumeur
- 2012 : Quatuor pour une enquête : Kevin Kraller (1 épisode)
- 2012 : Endlich Weltuntergang : Maurice
- 2013 : CopStories : Bully (1 épisode)
- 2013 : Paul Kemp - Alles kein Problem : (1 épisode)
- 2014 : Hüter meines Bruders : Pietschi Mordelt
- 2014 : Boͤsterreich : Schnitzi (1 épisode)
- 2016 : Die Hochzeit : Mark
- 2016 : Stefan Zweig, adieu l'Europe[4] : Karl Hoeller
- 2016 : Kästner und der kleine Dienstag
- 2017 : Krieg
- 2018 : Dennstein & Schwarz – Sterben macht Erben : Fritz Lanner
- 2018 : SOKO Donau : Martin Höller (1 épisode)
- 2019 : Walking on Sunshine : Obermetzler (3 épisodes)
- 2019 : Kaviar : Don
- 2019 : SOKO Kitzbühel : Hans Pointner (1 épisode)
- 2020 : Freud : Sigmund Freud (acteur principal)
- 2020 : Die Toten vom Bodensee – Der Wegspuk : Jakob Stocking
- 2021 : Tribes of Europa : David